# Tjasker Bollenveen
De Tjasker Bollenveen is een paaltjasker ten westen van het dorp Zeijen, dat in de Nederlandse provincie Drenthe ligt.

## Beschrijving
In Drenthe werden tjaskers vroeger benut voor het bemalen van vennetjes ten behoeve van de turfstekerij. Op deze plek stond vroeger een tjasker. Dankzij de Werkgroep Zeijerwiek is in 2001 op deze plek een nieuwe tjasker gebouwd, met behulp van een aantal Friese molenaars. Het molentje kan met een tonmolen water rondmalen, maar heeft verder geen maalfunctie. Het onderhoud wordt verzorgd door enkele bewoners van Zeijen.
De tjasker heeft de status gemeentelijk monument.